# I'll be around
I'll be Around er Ole Kibsgaards første album, som udkom på CD i 2004.

## Spor
| Nr. | Titel                    | Længde |
| --- | ------------------------ | ------ |
| 1.  | "Crush on You"           | 4:09   |
| 2.  | "That's the Way it is"   | 3:33   |
| 3.  | "Butterfly"              | 4:31   |
| 4.  | "I'll be Around"         | 5:20   |
| 5.  | "A sign"                 | 3:35   |
| 6.  | "I'm Leaving Today"      | 4:53   |
| 7.  | "Close to Me"            | 3:43   |
| 8.  | "I'm Flying"             | 6:13   |
| 9.  | "You Make Me Smile"      | 4:56   |
| 10. | "Making it Better"       | 3:12   |
| 11. | "Reason For Me to Smile" | 4:40   |
| 12. | "When I'm Blue"          | 1:14   |